# Los siete magníficos (película de 2016)
Los siete magníficos (título original en inglés: The Magnificent Seven) es una película estadounidense de western y acción de 2016, dirigida por Antoine Fuqua, siendo una nueva versión del western homónimo de 1960 de John Sturges, que a su vez es una adaptación de Los siete samuráis de Akira Kurosawa.
La película está protagonizada por Denzel Washington, Chris Pratt, Ethan Hawke, Vincent D'Onofrio, Manuel Garcia-Rulfo, Luke Grimes, Haley Bennett, Matt Bomer, Peter Sarsgaard y Lee Byung-hun. La fotografía principal comenzó el 18 de abril de 2015 en el norte de Baton Rouge, Luisiana. La película fue estrenada el 23 de septiembre de 2016.

## Argumento
En 1879, el ladrón e industrialista corrupto de la minería de oro Bartholomew Bogue (Peter Sarsgaard) asume el control de la ciudad fronteriza estadounidense de Rose Creek y somete a sus residentes a trabajos forzados en sus minas. Después de que una asamblea de la iglesia de la ciudad lo denuncia, Bogue incendia la iglesia y mata a un grupo de locales rebeldes liderados por Matthew Cullen (Matt Bomer). La viuda de Matthew, Emma Cullen (Haley Bennett), y su amigo Teddy Q (Luke Grimes) viajan en busca de un cazarrecompensas para ayudar a liberar la ciudad. Reclutan a Sam Chisolm (Denzel Washington), un agente federal afroestadounidense y ex soldado del Ejército de la Unión, que expresa interés solo después de enterarse de la participación de Bogue.
Con la ayuda de Emma y Teddy, Chisolm recluta al apostador irlandés Joshua "Josh" Faraday (Chris Pratt), al forajido mexicano Vásquez (Manuel García-Rulfo), al ex francotirador confederado de origen cajún Goodnight "Goody" Robicheaux (Ethan Hawke), al compañero de viaje coreano de Robicheaux Billy Rocks (Lee Byung-hun) y al legendario cazador y rastreador montañés Jack Horne (Vincent D'Onofrio). El grupo se encuentra con un indio comanche llamado Red Harvest (Martin Sensmeier), a quien Chisolm lo convence para unirse a la pandilla.
Los Siete ingresan a Rose Creek y eliminan a treinta y cuatro contratistas militares privados de Blackstone en la nómina de Bogue. Chisolm envía al sheriff corrupto, el Sr. Harp (Dane Rhodes), para informarle a Bogue que ahora controlan sus propiedades en Rose Creek. Chisolm supone que Bogue regresará con un ejército en siete días. Los Siete liberan a los trabajadores forzados de un sitio de excavación de Bogue Mining y pasan la próxima semana, con la ayuda de Emma y la gente del pueblo, fortificando la ciudad y entrenando en combate. Mientras tanto, Bogue recibe la noticia de la liberación de Rose Creek, asesina a Harp por su fracaso y ordena a su ejecutor comanche Denali (Emanuel Jaén A.) y su mano derecha McCann (Cam Gigandet) que reúnan un ejército. Robicheaux, perseguido por sus experiencias en la guerra civil estadounidense y temiendo su propia muerte si vuelve a matar, abandona la ciudad la noche anterior a la llegada de Bogue; Emma se ofrece voluntaria para tomar su lugar.
A la mañana siguiente, Bogue y su ejército atacan Rose Creek, que ha estado rodeada de trampas y redes explosivas. Mientras la batalla continúa, Faraday es herido por McCann, quien es asesinado por Vásquez; la línea defensiva se derrumba, y Robicheaux regresa para ayudar. Bogue y sus hombres restantes disparan una ametralladora Gatling desde una colina que conduce a la ciudad, matando a muchos de los ciudadanos y los mercenarios de Bogue. Al darse cuenta de que están armados, los Siete evacuan a los sobrevivientes y montan una última posición. Horne protege a un herido Teddy Q de los disparos, pero es asesinado por Denali, quien luego es asesinado por Red Harvest.
Robicheaux y Billy son asesinados por una segunda ronda de disparos; Faraday hace una carga suicida colina arriba y destruye la ametralladora Gatling con dinamita, matando a la mayoría de los hombres restantes de Bogue. Bogue y sus dos mercenarios sobrevivientes ingresan a la ciudad para buscar a Chisolm, pero este se encuentra oculto en un edificio. Los dos mercenarios restantes de Bogue deciden entrar al edificio para enfrentarse contra él, pero son asesinados por el mismo Chisolm. Momentos después, Chisolm entra en un enfrentamiento con Bogue, y le dispara en su mano mientras desenfunda, desarmándolo. Un malherido Bogue se retira a la iglesia en ruinas, donde Chisolm revela que su familia fue linchada en 1867 por exsoldados confederados, que fueron contratados por Bogue para expulsar a los campesinos de Kansas. Después de suplicar a Bogue que se arrepienta, Chisolm comienza a estrangularlo; Bogue saca un revólver para quitárselo de encima, pero Emma lo mata a tiros.
La gente del pueblo regresa a Rose Creek y agradece a Chisolm, Vásquez y Red Harvest por su servicio mientras se alejan marchando el trío al horizonte. Faraday, Robicheaux, Billy y Horne se encuentran enterrados cerca de la ciudad y honrados como héroes. Emma, en un voice-over, reflexiona con cariño sobre el noble sacrificio que los hizo "magníficos".

## Reparto

### Siete magníficos
También conocidos como Los 7 Ángeles de la Venganza, son un grupo de mercenarios reclutados por Emma Cullen para enfrentarse y eliminar a Bartholomew Bogue, que busca apoderarse ilegalmente de Rose Creek. Algo que todos los miembros de este grupo comparten es que todos tienen una excelente puntería y una gran letalidad para enfrentarse a enemigos con superioridad numérica.
- Denzel Washington como Sam Chisolm, un agente federal y un ex-soldado del Ejército de la Unión dedicado a capturar vivos o muertos a hombres perseguidos por la ley. Es el primer magnífico en unirse a la causa de Emma para liberar a Rose Creek, aunque al principio lo hace para vengarse de Bogue por lo que le hizo a él y a su familia hace años atrás. Es muy serio, determinado y bastante despiadado con sus enemigos, pero tiene una gran habilidad con la persuasión y las amenazas. Chisolm es un pistolero increíblemente peligroso, siendo capaz de desfundar su arma con una velocidad superior al promedio.
- Chris Pratt como Joshua "Josh" Faraday, un irlandés hábil con las manos y un maestro del engaño. Es muy carismático, bromista y por dentro tiene un corazón de oro, pero es propenso a pasarse con la bebida y hacer comentarios vulgares y sarcásticos. Es el segundo magnífico en unirse al equipo para recuperar su caballo semental que perdió en una apuesta. Al principio, tenía una rivalidad con Vásquez, pero terminaron formando una amistad los dos. Tiene una excelente puntería y le fascinan los explosivos.
- Ethan Hawke como Goodnight "Goody" Robicheaux, un antiguo francotirador del Ejército Confederado de los Estados Unidos que vive a base de peleas callejeras con su empleado y compañero coreano Billy Rocks. Es muy amistoso, cortés y un gran bebedor, pero es arrastrado por sus traumas de la guerra civil estadounidense, siendo demostrado cuando es incapaz de disparar su rifle en varios momentos de la película. Es el mejor de los 7 con el rifle, siendo capaz de disparar su rifle incluso cuando su caballo esta en constante movimiento. Es un gran amigo de Chisolm y es el cuarto magnífico en unirse al equipo.
- Vincent D'Onofrio como Jack Horne, un montañés religioso que se ganaba la vida matando indios. Es el sexto magnífico de unirse al grupo para estar al servicio de otros. Es humilde, justiciero, servicial y tiende a citar frases o referencias bíblicas al momento de matar a sus enemigos. Es el más robusto de los 7 y un rastreador experto, siendo capaz de rastrear por dos días a unos bandidos que lo asaltaron luego de haberlo golpeado con una roca para luego privarle de sus pertenencias.
- Lee Byung-hun como Billy Rocks, un inmigrante asiático, empleado y fiel compañero de Goodnight. Es reservado, observador y habla un inglés bastante fluido. De los 7 es el mejor peleador cuerpo a cuerpo y también un experto usando cuchillos. Goodnight conoció a Billy cuando este derrotó a un grupo de hombres caucásicos en un bar con solo sus manos luego de no querer servirle de beber y hacer comentarios racistas en su contra, para evitar que Billy fuese arrestado Goodnight lo contrata para participar en duelos y peleas a cambio de que este le enseñé el mundo de los "blancos" y desde ese entonces son muy buenos amigos. Es el quinto magnífico en unirse al grupo como empleado de Goodnight.
- Manuel García-Rulfo como Vásquez, un forajido mexicano perseguido por la ley, con su recompensa valiendo $500 vivo o muerto (según Chisolm, por haber asesinado a un llanero). Es el tercer magnífico en unirse al grupo cuando Chisolm le ofrece la oportunidad de ser un hombre libre sin que este o alguien más con autoridad lo persiga. Es sarcástico, agresivo, con un buen sentido del humor y muy cooperativo. Es un experto manejando el revólver doble, teniendo una gran maniobrabilidad, estilo y, sobre todo, una puntería muy buena, tiene una rivalidad amistosa con Faraday, llamándole "Güero" (sin que Faraday sepa lo que significa) como una muestra de cariño, pasando a ser una gran amistad entre los dos.
- Martin Sensmeier como Red Harvest, un indio de la tribu Comanche que fue exiliado por tener un camino diferente. Es el séptimo y último magnífico en unirse al equipo para matar hombres corruptos y perversos (especialmente Bogue y sus secuaces). Al igual que Billy, es muy reservado, leal y sobre todo honorable. Aunque en la mayor parte de la película habla comanche, también puede hablar inglés (aunque no con el mismo nivel de Billy) pero si entiende todo lo que escucha. Es el más joven de los 7 y muy versátil a la hora de pelear, siendo capaz de usar el arco, hacha, cuchillo y armas de fuego.

### Antagonistas
- Peter Sarsgaard como Bartholomew Bogue, un corrupto y cobarde industrialista dedicado a robar tierras que busca apoderarse de Rose Creek hasta que enfrenta la inesperada oposición de los 7 magníficos, de acuerdo con su filosofía "Todo hombre tiene su precio", sin embargo su arrogancia y exceso de confianza le ha llevado a subestimar a sus oponentes sin saber a lo que se enfrenta. El es el responsable de la muerte del esposo de Emma y de muchos pueblerinos inocentes por muchos años hasta que los 7 deciden poner un alto a su tiranía y cobardía.
- Emanuel Jaén A. como Denali, un miembro de la tribu Comanche exiliado y asesino personal de Bogue.
- Cam Gigandet como McCann, un asesino personal y comandante al servicio de Bogue.
- Dane Rhodes como Sr. Harp, el sheriff corrupto de Rose Creek, quien fue enviado a Sacramento para informarle a Bogue sobre la liberación de Rose Creek y de la oposición de los 7 magníficos.

### Ciudadanos de Rose Creek
- Haley Bennett como Emma Cullen, una ciudadana del pueblo de Rose Creek. Es valiente e independiente que tras el asesinato de su marido sale a buscar mercenarios para defender y recuperar su pueblo oprimido por Bogue.
- Luke Grimes como Teddy Q, asociado y amigo de Emma y Matthew que acompaña a Emma para buscar mercenarios para liberar a su pueblo.
- Matt Bomer como Matthew Cullen, el líder de Rose Creek y primero en oponerse a Bogue y marido de Emma. Es asesinado a sangre fría por Bogue al principio de la historia.
- Emil Beheshti como Maxwell.
- David Kallaway como Turner.
- Mark Ashworth como el predicador.

## Producción
En 2012 se anunció que un remake de la película estaba en fase de planificación, con Tom Cruise como protagonista. También se anunció que Kevin Costner, Morgan Freeman y Matt Damon podrían ser parte de la película. El 4 de diciembre, Chris Pratt estaba en las primeras conversaciones para unirse a la película junto a Washington. El 20 de febrero de 2015, Haley Bennett, fue elegida como la estrella que interpretara a la viuda de un hombre que fue asesinado, y que contrata a siete cazarrecompensas para conseguir la venganza. Peter Sarsgaard, firmó el 20 de mayo de 2015 para desempeñar el papel de villano en la película. El mismo día, Mike Fleming Jr confirmó que Jason Momoa había salido de la película porque ya estaba comprometido para interpretar a Aquaman.

## Rodaje
La fotografía principal de la película comenzó el 18 de mayo de 2015 en el norte de Baton Rouge, un área del estado de Luisiana. Los otros lugares incluirían St. Francisville y Zachary. El rodaje duró 64 días hasta el 18 de agosto de 2015. El rodaje en St. Francisville comenzó el 18 de mayo y concluyó el 29 de mayo.

## Estreno
El 29 de marzo de 2015, Sony establece el estreno de la película para el fin de semana de MLK, Jr., el 13 de enero de 2017. Sin embargo, en agosto de 2015, Sony Pictures Entertainment adelantó su estreno para el 23 de septiembre de 2016.

## Premios y nominaciones
| Premio             | Categoría        | Nominado    | Resultado |
| ------------------ | ---------------- | ----------- | --------- |
| Teen Choice Awards | Actor anticipado | Chris Pratt | Nominado  |